# Jannes Tant
Jannes Tant (Blankenberge, 20 maart 1972) is een Belgisch voetbaltrainer en voormalig voetballer.

## Carrière
Tant was als voetballer actief bij Club Brugge, KSV Waregem, KV Oostende, FC Eeklo, Sportkring Sint-Niklaas en SC Blankenberge. In het voorjaar van 2001 moest hij bij deze laatste club vanwege aanhoudend blessureleed een punt achter zijn spelerscarrière zetten.
In april 2001 werd hij na het ontslag van Jef Vanthournout de nieuwe trainer van Blankenberge. Tant slaagde er op die korte tijd niet meer in om de club te behoeden voor de degradatie naar Eerste provinciale. In zijn eerste volledige seizoen als trainer van Blankenberge eindigde Tant zesde, waardoor hij op een haar na de eindronde voor promotie miste. In het seizoen 2004/05 plaatste Blankenberge zich voor de eindronde, maar daarin werd het uitgeschakeld door KSV Rumbeke. In januari 2006 raakte bekend dat Tant op het einde van het seizoen 2005/06 zou vertrekken bij de kustclub, omdat de ambities van de trainer en de club niet langer overeenstemden.
In december 2006 werd Tant aangesteld als trainer van Eendracht Aalter. De Oost-Vlaamse club, die na veertien jaar in Vierde klasse weer naar Eerste provinciale was getuimeld, had op dat moment degradatiezorgen nadat het in de heenronde slechts veertien punten had gesprokkeld. Na een stevige remonte behoedde hij de club voor degradatie.
In oktober 2015 werd hij trainer bij HSV Hoek, dat hem boven onder andere John de Wolf en Trond Sollied verkoos.
In februari 2018 raakte bekend dat Tant vanaf het seizoen 2018/19 opnieuw trainer zou worden van RC Gent. Hij werd er de opvolger van Yves Van Der Straeten, die op het einde van het seizoen naar KSV Temse zou vertrekken. In het eerste seizoen na zijn terugkeer eindigde hij met de club vierde in Tweede klasse amateurs. Het leverde de club een eindrondeticket op. In de eerste ronde was KRC Gent vrijgesteld, in de tweede ronde verloor de club na verlengingen van KSK Ronse. In het seizoen 2019/20 stond de club vijfde toen de competitie werd stopgezet vanwege de coronapandemie.
Na een blanco seizoen 2020/21 (dat vanwege de coronapandemie niet gespeeld werd) eindigde KRC Gent in het seizoen 2021/22 elfde in zijn reeks. In december 2022 raakte bekend dat Tant aan zijn laatste seizoen als trainer van KRC Gent bezig was.
In februari 2023 kondigde Knokke FC aan dat Tant vanaf het seizoen 2023/24 hun nieuwe trainer zou worden. In het seizoen 2023/24 eindigde Knokke derde in Eerste nationale, ruim achter het promoverende duo RAAL La Louvière en KSC Lokeren-Temse. De club eindigde zo als beste amateurclub van de reeks. Ook in het seizoen 2024/25 nam de club een goede start, maar begin januari 2025 klonk het toch dat er in onderling overleg was besloten dat trainer en club na afloop van het seizoen uit elkaar zouden gaan.

## Trivia
- Tant combineert zijn trainerscarrière met een job bij de sportdienst van Blankenberge.[7]